# Pandemic Studios
Pandemic Studios è stata un'azienda statunitense dedita allo sviluppo di videogiochi, fondata nel 1998 da Joshua Resnick e scioltasi nel 2010.

## Storia
Pandemic Studios è stata fondata nel 1998 grazie ad un investimento azionario di Joshua Resnick, ex dipendente di Activision; i primi due videogiochi sviluppati dall'azienda sono stati Battlezone 2 e Dark Reign 2, entrambi seguiti di proprietà intellettuali di Activision.
Nel 2000 ha aperto uno studio in Australia, nel sobborgo di Fortitude Valley (Brisbane), mentre nel 2002 si è spostata in pianta stabile a Westwood (California).
Il primo progetto indipendente è stato Army Men, un videogioco del 2003 che utilizzava lo stesso motore grafico di Dark Reign 2.
Nel 2005 ha iniziato una collaborazione con BioWare, senza però unire i due marchi; nel 2007 entrambe le aziende sono state acquisite da Electronic Arts.
Nel 2010 Electronic Arts ha annunciato ufficialmente la chiusura di Pandemic Studios per motivi finanziari, dopo che nell'anno precedente aveva licenziato quasi duemila dipendenti; alcuni di questi sono stati assunti da 343 Industries per aiutare nello sviluppo di Halo 4.

## Videogiochi
| Anno | Videogioco                     | Piattaforma/e                        |
| ---- | ------------------------------ | ------------------------------------ |
| 1999 | Battlezone 2                   | Windows                              |
| 2000 | Dark Reign 2                   | Windows                              |
| 2002 | Triple Play 2002               | PlayStation 2, Xbox                  |
| 2002 | Star Wars: The Clone Wars      | PlayStation 2, Xbox, GameCube        |
| 2003 | Army Men                       | PlayStation 2, GameCube, Windows     |
| 2004 | Full Spectrum Warrior          | PlayStation 2, Xbox, Windows         |
| 2004 | Star Wars: Battlefront         | PlayStation 2, Xbox, Windows         |
| 2005 | Star Wars: Battlefront 2       | PlayStation 2, PSP, Xbox, Windows    |
| 2005 | Mercenaries                    | PlayStation 2, Xbox                  |
| 2005 | Destroy All Humans!            | PlayStation 2, Xbox                  |
| 2006 | Full Spectrum Warrior 2        | PlayStation 2, Xbox, Windows         |
| 2006 | Destroy All Humans! 2          | PlayStation 2, Xbox                  |
| 2008 | Mercenaries 2                  | PlayStation 3, Xbox 360, Windows     |
| 2009 | The Lord of the Ring: Conquest | PlayStation 3, Xbox 360, DS, Windows |
| 2009 | The Saboteur                   | PlayStation 3, Xbox 360, Windows     |